# Glycosmis boreana
Glycosmis boreana är en vinruteväxtart som beskrevs av Narayan. och Tyôzaburô Tanaka. Glycosmis boreana ingår i släktet Glycosmis och familjen vinruteväxter. Inga underarter finns listade i Catalogue of Life.